# اما رولدن
اما رولدن (انگلیسی: Emma Roldán; ۳ فوریهٔ ۱۸۹۳ – ۲۹ اوت ۱۹۷۸) یک هنرپیشه اهل مکزیک بود.
از فیلم‌ها یا برنامه‌های تلویزیونی که در آن نقش داشته می‌توان به خیابان یک‌طرفه (۱۹۵۰) و گیجی (۱۹۴۶) اشاره کرد.
او سه بار در سال‌های ۱۹۴۷ میلادی، ۱۹۵۱ میلادی و ۱۹۵۲ میلادی نامزد دریافت جایزهٔ آریل نقره‌ای برای بهترین بازیگر زن شد.